# Unterpöllitz
Unterpöllitz (oberfränkisch: Undebölleds) ist ein Gemeindeteil des Marktes Marktschorgast im Landkreis Kulmbach (Regierungsbezirk Oberfranken, Bayern). Unterpöllitz liegt in der Gemarkung Pulst.

## Lage
Die Einöde liegt am Laubenbach, einem rechten Zufluss des Weißen Mains. Eine Gemeindeverbindungsstraße führt  nach Mittelpöllitz (0,2 km nordöstlich).

## Geschichte
Der Ort wurde 1362 als „Nidernpolnicz“ erstmals urkundlich erwähnt. Dem Ortsnamen liegt das slawische Wort „polje“ zugrunde, das Feld bedeutet.
Gegen Ende des 18. Jahrhunderts bestand Unterpöllitz aus einem Anwesen. Das Hochgericht übte das brandenburg-bayreuthische Vogteiamt Wirsberg aus. Das Rittergut Guttenberg war Grundherr des Hofes. In der Gegend wurde ursprünglich Talkschiefer abgebaut.
Mit dem Gemeindeedikt wurde Unterpöllitz dem 1811 gebildeten Steuerdistrikt Marktschorgast und der 1812 gebildeten Ruralgemeinde Pöllitz zugewiesen. Mit dem Zweiten Gemeindeedikt (1818) wurde diese nach Ziegenburg eingemeindet. Im Zuge der Gebietsreform in Bayern wurde Unterpöllitz am 1. April 1971 im Zuge der Gebietsreform in Bayern nach Marktschorgast eingemeindet.

### Einwohnerentwicklung
| Jahr      | 001809 | 001818 | 001861 | 001871 | 001885 | 001900 | 001925 | 001950 | 001961 | 001970 | 001987 |
| Einwohner | 36 *   | 32 *   | 24     | 59 *   | 14     | 9      | 6      | 9      | 7      | 6      | 4      |
| Häuser    |        | 8 *    |        |        | 1      | 1      | 1      | 1      | 1      |        | 1      |
| Quelle    | [ 12 ] | [ 9 ]  | [ 13 ] | [ 14 ] | [ 15 ] | [ 16 ] | [ 17 ] | [ 18 ] | [ 19 ] | [ 20 ] | [ 1 ]  |

## Religion
Unterpöllitz ist seit der Reformation gemischt konfessionell. Die Protestanten sind bis heute nach St. Johannis (Wirsberg) gepfarrt, die Katholiken sind nach St. Jakobus der Ältere (Marktschorgast) gepfarrt.